# Jönsbacken
Jönsbacken är ett naturreservat i Fagersta kommun i Västmanlands län.
Området är naturskyddat sedan 1985 och är 9 hektar stort. Reservatet består av våtmarker och barr- och lövskog samt ett tidigare kalkbrott.